# San Francisco Warriors 1966-1967
La stagione 1966-67 dei San Francisco Warriors fu la 18ª nella NBA per la franchigia.
I San Francisco Warriors vinsero la Western Division con un record di 44-37. Nei play-off vinsero la semifinale di division con i Los Angeles Lakers (3-0), la finale di division con i St. Louis Hawks (4-2), perdendo poi la finale NBA con i Philadelphia 76ers (4-2).

## Risultati
| Squadra                | V  | P  | %    | GB |
| ---------------------- | -- | -- | ---- | -- |
| San Francisco Warriors | 44 | 37 | 54,3 | -  |
| St. Louis Hawks        | 39 | 42 | 48,1 | 5  |
| Los Angeles Lakers     | 36 | 45 | 44,4 | 8  |
| Chicago Bulls          | 33 | 48 | 40,7 | 11 |
| Detroit Pistons        | 30 | 51 | 37,0 | 14 |

## Roster
| \| Pos. \| Num. \| Naz. \| Nome \| Altezza \| Peso \| Data nascita \| Provenienza \| \| ---- \| ---- \| ---- \| -------------- \| ------- \| ------ \| ------------ \| ------------------ \| \| G \| 16 \| \| Attles, Al \| 183 cm \| 79 kg \| 07-11-1936 \| North Carolina A&T \| \| A \| 24 \| \| Barry, Rick \| 201 cm \| 93 kg \| 28-03-1944 \| Miami (FL) \| \| G/AP \| 31 \| \| Ellis, Joe \| 198 cm \| 79 kg \| 03-05-1944 \| San Francisco \| \| A/C \| 44 \| \| Hetzel, Fred \| 203 cm \| 100 kg \| 21-07-1942 \| Davidson \| \| G \| 21 \| \| King, Jim \| 188 cm \| 79 kg \| 07-02-1941 \| Tulsa \| \| A/C \| 43 \| \| Lee, Clyde \| 208 cm \| 93 kg \| 14-03-1944 \| Vanderbilt \| \| G/AP \| 9 \| \| Lee, George \| 193 cm \| 91 kg \| 23-11-1936 \| Michigan \| \| A \| 14 \| \| Meschery, Tom \| 198 cm \| 98 kg \| 26-10-1938 \| Saint Mary's \| \| G/AP \| 23 \| \| Mullins, Jeff \| 193 cm \| 86 kg \| 18-03-1942 \| Duke \| \| G \| 15 \| \| Neumann, Paul \| 185 cm \| 79 kg \| 30-01-1938 \| Stanford \| \| A/C \| 13 \| \| Olsen, Bud \| 203 cm \| 100 kg \| 25-07-1940 \| Louisville \| \| A/C \| 42 \| \| Thurmond, Nate \| 211 cm \| 102 kg \| 25-07-1941 \| Bowling Green \| \| G/AP \| 11 \| \| Warlick, Bob \| 196 cm \| 91 kg \| 20-03-1941 \| Pepperdine \| | Allenatore - Bill Sharman Assistente/i - George Lee - Don Watkins Legenda - (C) Capitano - (FA) Free agent - (S) Sospeso - (TW) Contratto Two-way - (GL) Assegnato a squadra G League affiliata - Infortunato Roster • Transazioni · Ultima transazione: 25 maggio 1967 |                        |                |         |        |              |                    |
| Pos. | Num. | Naz.                   | Nome           | Altezza | Peso   | Data nascita | Provenienza        |
| G | 16 | Stati Uniti (bandiera) | Attles, Al     | 183 cm  | 79 kg  | 07-11-1936   | North Carolina A&T |
| A | 24 | Stati Uniti (bandiera) | Barry, Rick    | 201 cm  | 93 kg  | 28-03-1944   | Miami (FL)         |
| G/AP | 31 | Stati Uniti (bandiera) | Ellis, Joe     | 198 cm  | 79 kg  | 03-05-1944   | San Francisco      |
| A/C | 44 | Stati Uniti (bandiera) | Hetzel, Fred   | 203 cm  | 100 kg | 21-07-1942   | Davidson           |
| G | 21 | Stati Uniti (bandiera) | King, Jim      | 188 cm  | 79 kg  | 07-02-1941   | Tulsa              |
| A/C | 43 | Stati Uniti (bandiera) | Lee, Clyde     | 208 cm  | 93 kg  | 14-03-1944   | Vanderbilt         |
| G/AP | 9 | Stati Uniti (bandiera) | Lee, George    | 193 cm  | 91 kg  | 23-11-1936   | Michigan           |
| A | 14 | Stati Uniti (bandiera) | Meschery, Tom  | 198 cm  | 98 kg  | 26-10-1938   | Saint Mary's       |
| G/AP | 23 | Stati Uniti (bandiera) | Mullins, Jeff  | 193 cm  | 86 kg  | 18-03-1942   | Duke               |
| G | 15 | Stati Uniti (bandiera) | Neumann, Paul  | 185 cm  | 79 kg  | 30-01-1938   | Stanford           |
| A/C | 13 | Stati Uniti (bandiera) | Olsen, Bud     | 203 cm  | 100 kg | 25-07-1940   | Louisville         |
| A/C | 42 | Stati Uniti (bandiera) | Thurmond, Nate | 211 cm  | 102 kg | 25-07-1941   | Bowling Green      |
| G/AP | 11 | Stati Uniti (bandiera) | Warlick, Bob   | 196 cm  | 91 kg  | 20-03-1941   | Pepperdine         |